# 鈴木Forenza/Reno
鈴木Forenza / Reno（日语：スズキ・フォレンツァ / リーノ）乃韓國GM大宇（通用韓國公司前身）替日本鈴木公司OEM代工生產的緊湊型轎車，2004年至2008年間僅限美國市場販售。四門轎車及五門旅行車版稱作「Forenza」（原廠代號GH-NA19Z）、五門掀背車版則為「Reno」（原廠代號GH-NA35Z），但皆以原型車大宇Lacetti修改而成。因為母公司通用汽車採行集團共用車型的政策，另有兄弟車包括霍頓Viva（澳洲、紐西蘭）、雪佛蘭Optra / Optra5（加拿大、印度、日本、東南亞）、別克凱越Excelle（中國）、雪佛蘭Lacetti（歐洲、俄羅斯）等。

## 歷史與概要
1981年美國汽車巨擘通用汽車購入鈴木的股票，雙方開始合作關係；全盛時期時前者甚至持有後者20.4%的股權。另一方面，韓國大宇汽車因經營惡化，負債高達12億美元而宣告破產，通用汽車接下這個爛攤子，將之納為子公司「通用大宇汽車」。透過這一層關係，加上通用汽車奉行集團共用車型的政策，是以通用大宇汽車自2002年起以大宇Lacetti進行換牌工程，讓鈴木外銷至美國市場。
車身外型與原型車相差無幾，動力心臟為澳洲霍頓汽車（同樣隸屬通用汽車集團）開發的2.0L直列四缸DOHC L34型E-TEC II引擎，可輸出最大馬力126hp / 5,400rpm、最大扭力126lb·ft / 4,000rpm；搭配五速手排與四速自排兩種變速系統。懸吊系統方面，前輪為麥花臣懸吊，後輪為雙扭桿式，而ABS防鎖死煞車系統則是選配。標準配備含有可調式真皮方向盤、巡航定速系統、電動窗、自動門鎖、keyless免鑰匙啟動裝置、天窗、霧燈、鋁合金鋼圈、八聲道立體聲收音機與真皮排檔桿等。

### 安全性召回
2007年鈴木美國分公司宣布召回Forenza、Reno兩個車款共75,697輛，原因是前座安全帶鎖不緊，在某些情況下安全帶鎖片會跳出鉤環；而鉤環和鎖片分開則造成安全問題。
2012年8月鈴木美國分公司宣布召回2004年到2006年所生產的Forenza，以及2005年至2006年生產的Reno，原因是長時間駕車後儀表板內的電子線路可能持續升溫，導致大燈總成的線路與配件可能發生融化，使得近光燈和遠光燈失靈。該公司預計在全美召回兩個車款、共10.2萬輛車。
2008年Forenza、Reno兩個車款停止發售，填補此空缺的車款為鈴木SX4。

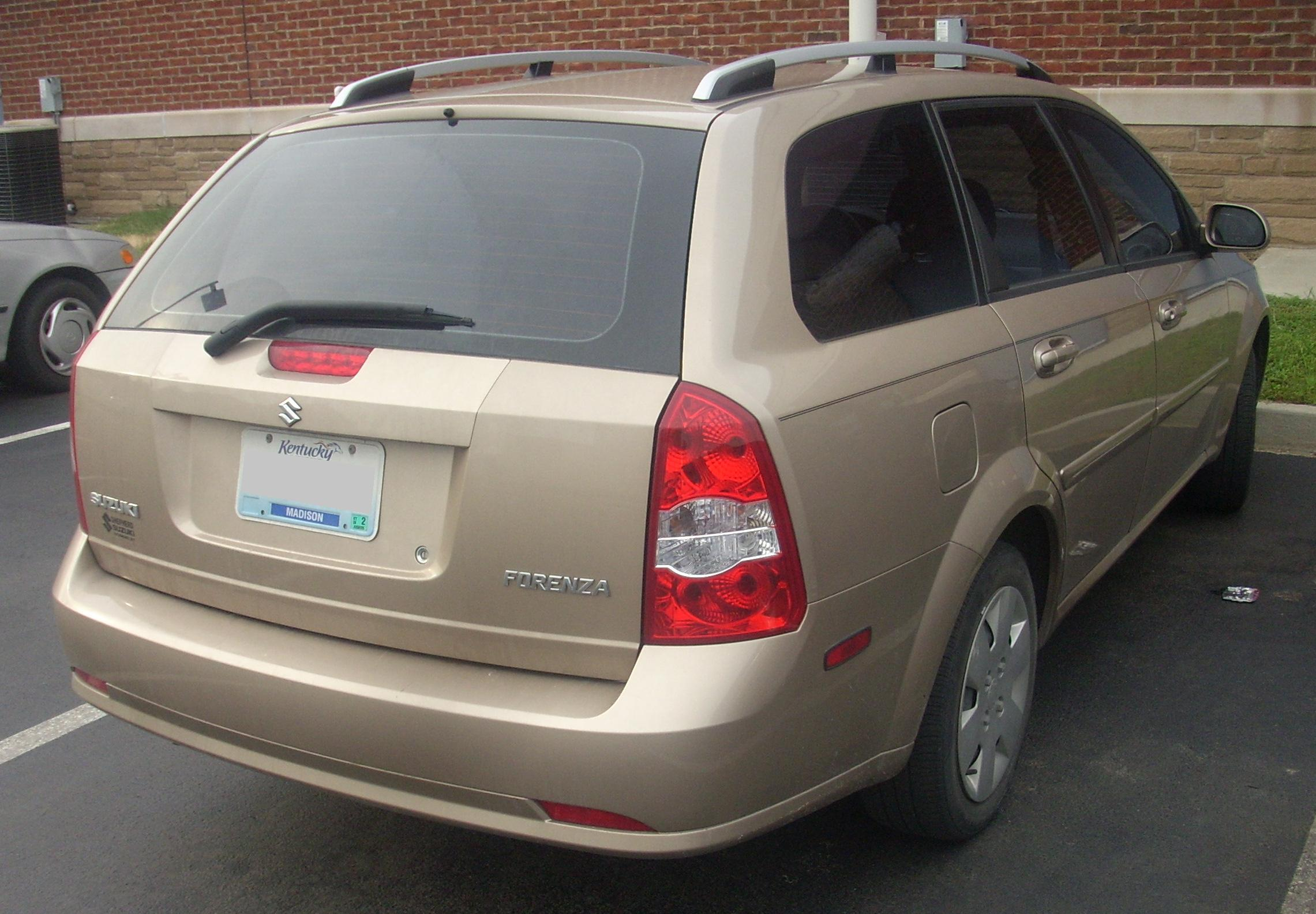
五門旅行車車尾
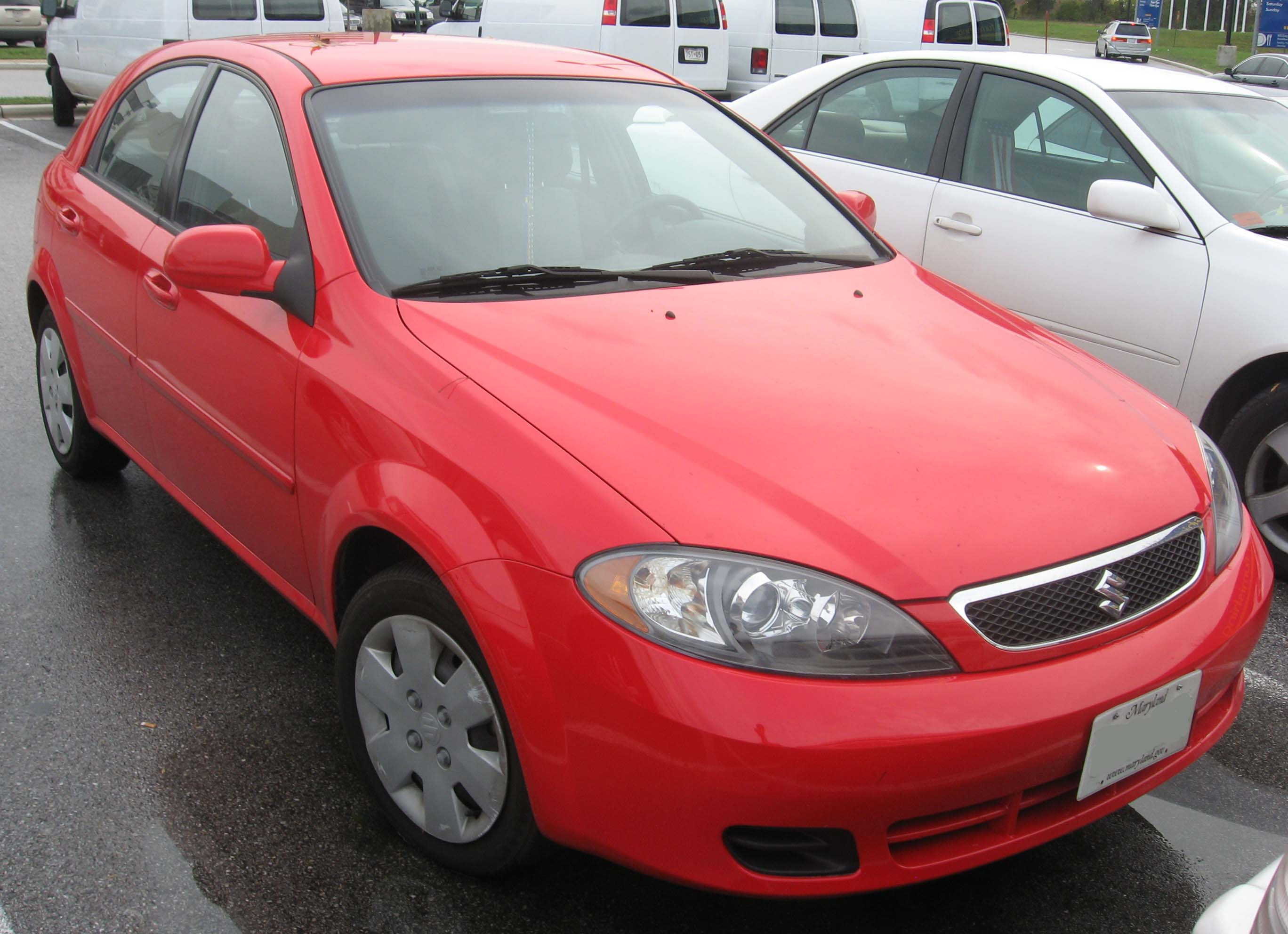
五門掀背車車頭
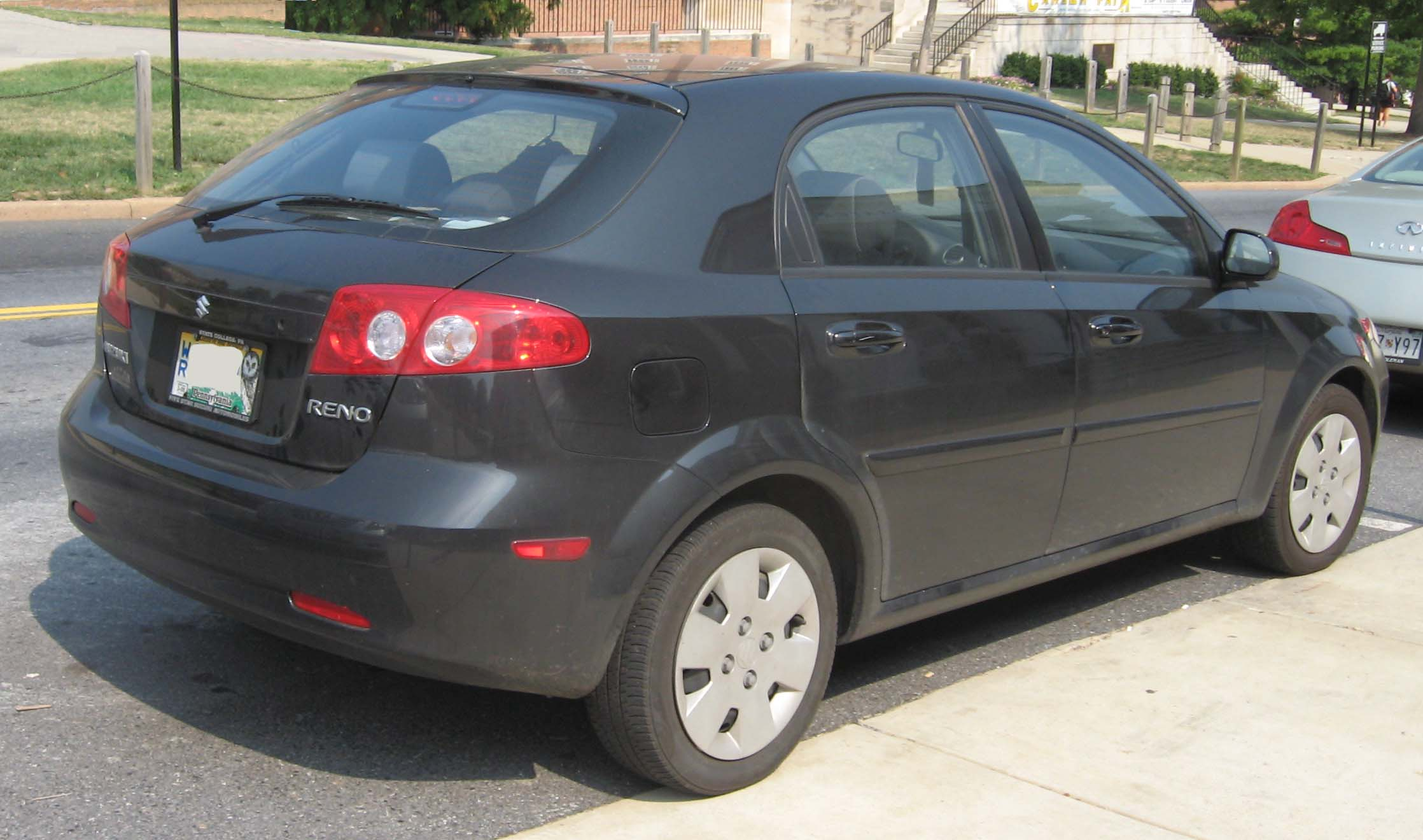
五門掀背車車尾
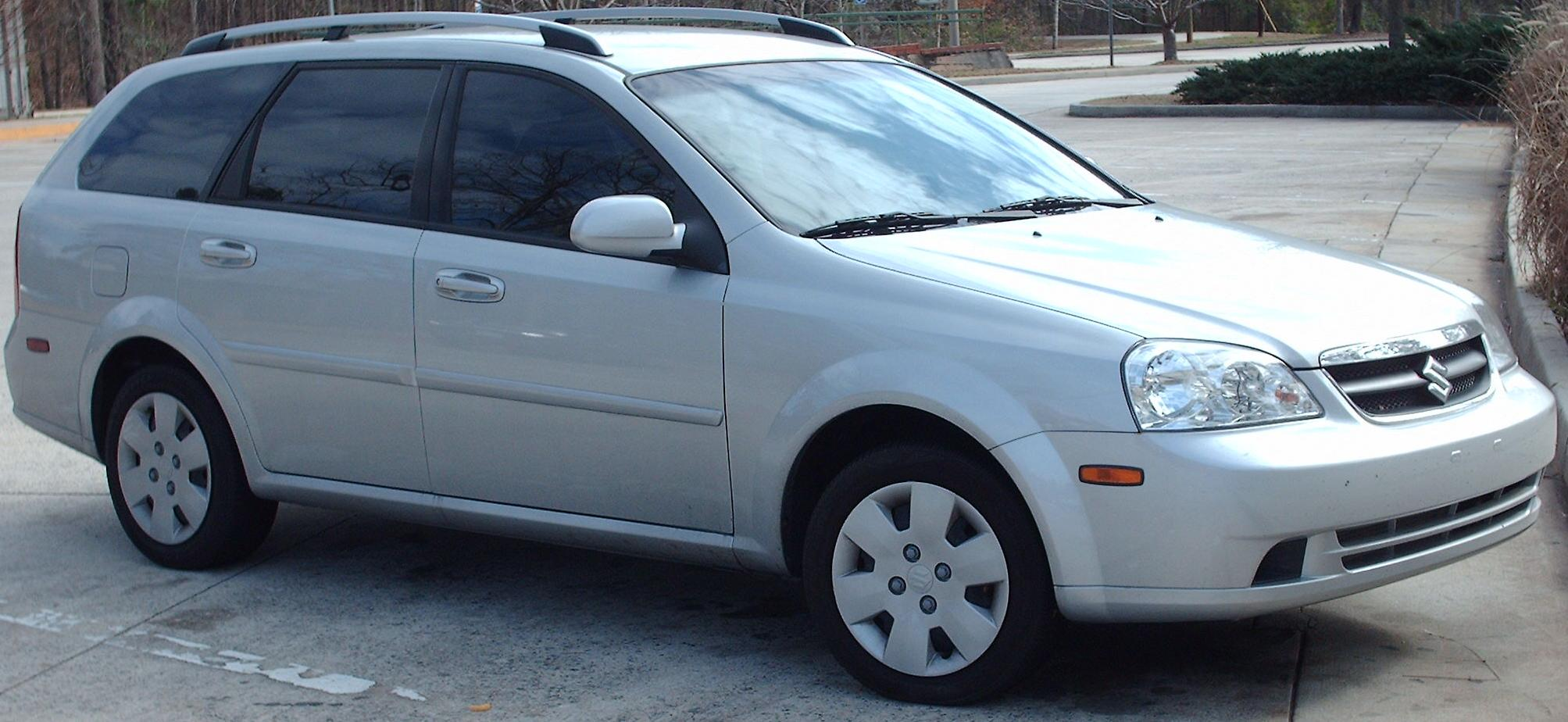
五門旅行車車側
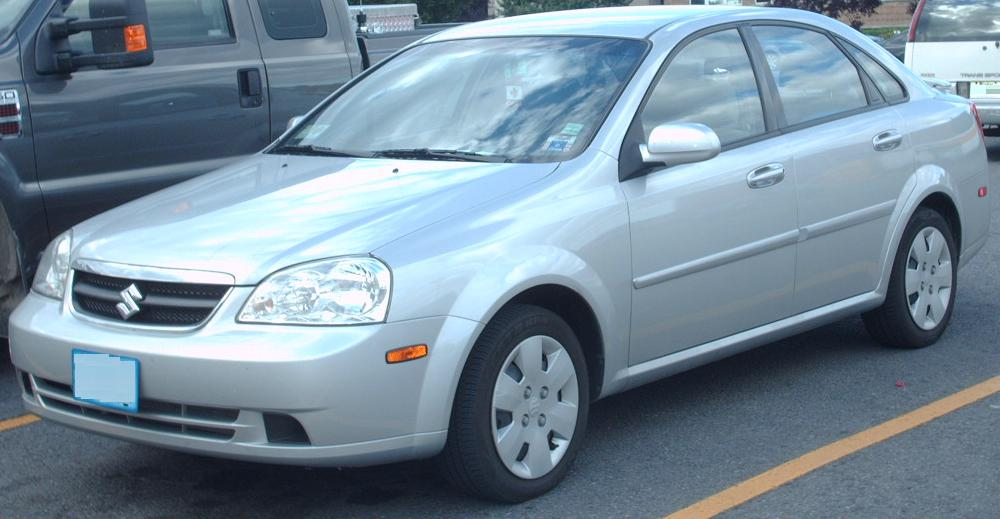
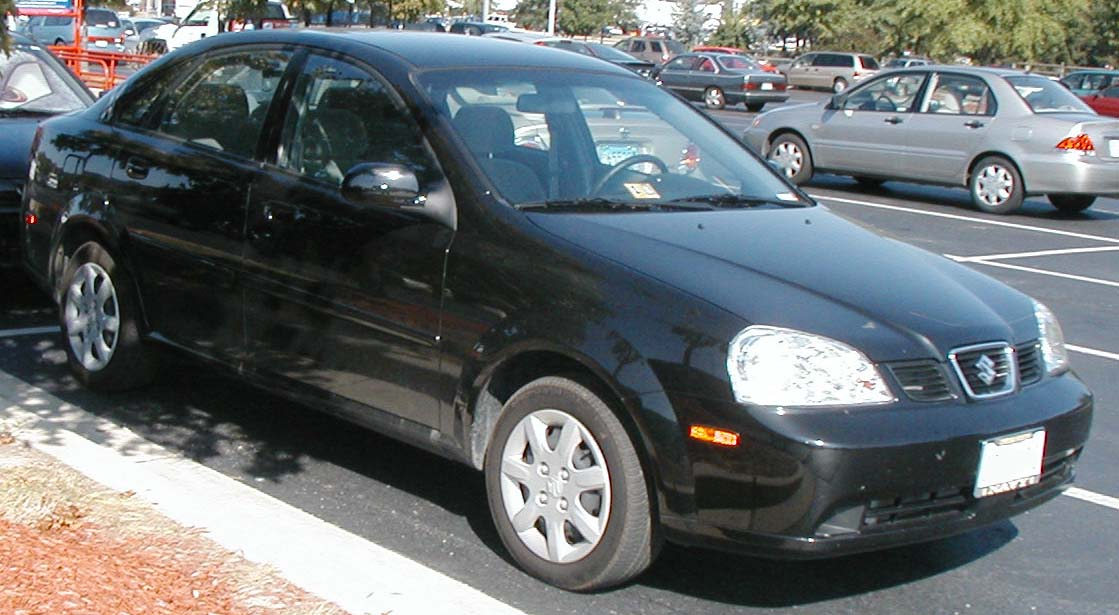
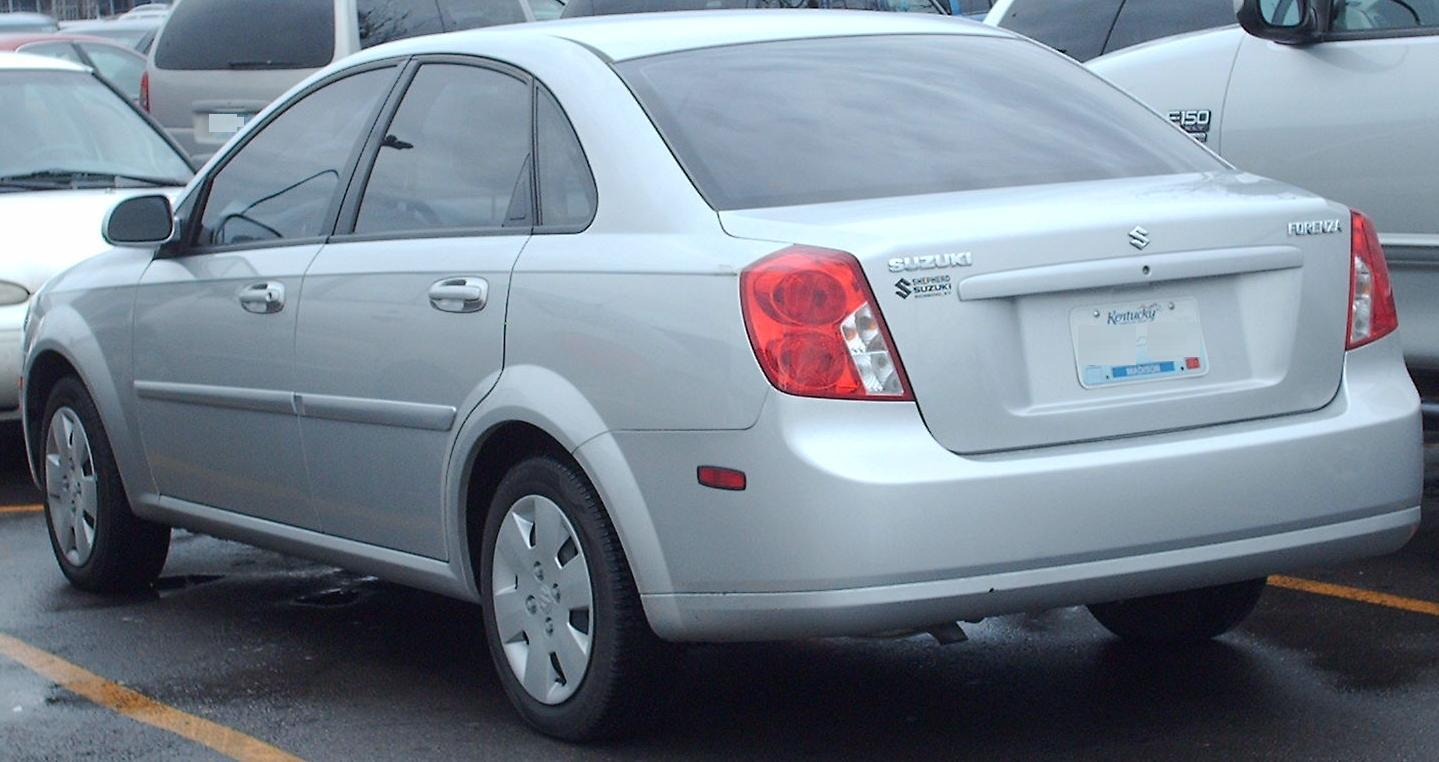